# بآفو هآفيكو
بآفو هآفيكـّو (Paavo Haavikko؛ هلسنكي، 25 يناير 1931 - هلسنكي، 6 أكتوبر 2008) شاعر وكاتب روائي فنلندي، يعتبر واحد أكثر كتـّاب البلاد تميزاً. حاز علر جائزة نيوستاد الدولية للأدب في عام 1984.
بين عامي 1967-1983، وكان مدير الأدبي لشركة أوتافا للنشر، ومن عام 1989 حتى وفاته كان صاحب شركة أرت هاوس للنشر.

## التكريمات
- جائزة ألكسس كيفي، جمعية الأدب الفنلندي، 1966
- وسام برو فنلنديا، عام 1967،
- فارس من الفئة الأولى من وسام زهرة فنلندا البيضاء، 1978

## روابط خارجية
- بآفو هآفيكو على موقع IMDb (الإنجليزية)
- بآفو هآفيكو على موقع الموسوعة البريطانية (الإنجليزية)
- بآفو هآفيكو على موقع مونزينجر (الألمانية)
- بآفو هآفيكو على موقع ميوزك برينز (الإنجليزية)
- بآفو هآفيكو على موقع ديسكوغز (الإنجليزية)
- بآفو هآفيكو على موقع قاعدة بيانات الفيلم (الإنجليزية)